# Єрки (селище)
Єрки́ — селище в Україні, центр Єрківської селищної територіальної громади Звенигородського району Черкаської області (статус смт з 1960 року).
Розташоване на злитті річок Гнилий Тікич та Шполка за 11 км на південь від районного центру — міста Звенигородка. На сході межує з містом Багачеве. Станом на 1 січня 2025 року (за даними порталу децентралізації) населення громади оцінюється в 4883 осіб.

## Назва
За однією з версій, назва селища походить від характерної для південно-західного наріччя української мови вимови слова «ярки» як «єрки», що своєю чергою пов'язано з великою кількістю ярів у тій місцевості.

## Історія
На території та поблизу Єрок виявлено поселення трипільської культури.
Селище виникло в першій половині XVIII століття, засновниками були переселенці з Полісся та Поділля.
1773 року була збудована дерев'яна Дмитрівська церква.

### Радянська окупація України
Селище зайняли більшовики лише в січні 1920 року.
Не оминув селище Голодомор 1932—1933 років. Від голоду померло тільки за офіційними даними 320 мешканців селища.
Під час Другої світової війни на фронти з Єрок пішло 566 чоловік, з них 199 загинули.
У часи радянської ркупації в селищі працював колгосп ім. Свердлова, який обробляв 2,2 тисячі га землі, у тому числі 1,9 тисячі га орної землі. Спеціалізувався на вирощуванні зернових і технічних культур та на м'ясо-молочному тваринництві.

## Населення
За даними перепису 2001 року населення становило 4364 осіб.

### Чисельність
Динаміка зміни населення Єрок за роками:

### Мовний склад
Рідна мова населення за даними перепису 2001 року:
| Мова       | Чисельність, осіб | Доля     |
| ---------- | ----------------- | -------- |
| Українська | 4 269             | 97,82 %  |
| Російська  | 91                | 2,09 %   |
| Білоруська | 2                 | 0,05%    |
| Румунська  | 1                 | 0,02%    |
| Інше       | 1                 | 0,02 %   |
| Разом      | 4 364             | 100,00 % |

## Економіка
У селищі є ремонтний завод (ПрАТ «Промінь»), плодоовочево-консервний та щебеневий заводи, нафтобаза, гранітний кар'єр, елеватор, комбінат хлібопродуктів (ТОВ «Катеринопільський елеватор» підрозділ ВАТ «Миронівський хлібопродукт»), Єрківське селищне комунальне підприємство. Також є птахокомбінат, міжрайбаза, ТОВ ТПК «РЕГІОН».
Вже понад 100 років у селищі діє метеостанції «Звенигородка».

## Транспорт
Згадані підприємства забезпечують вантажною роботою залізничну станцію «Звенигородка». 
Станція приймає приміські поїзди:
| 6301 | Черкаси → Христинівка |
| 6302 | Христинівка → Черкаси |
| 6355 | Черкаси → Умань       |
| 6356 | Умань → Черкаси       |

Також на станції зупиняється пасажирський потяг №65 
Харків → Умань → Харків 

### Колишня вузькоколійна залізниця
В період з 1933 по 2003 роки від станції «Звенигородка» до цукрових заводів в селах Ольховець, Водяники, Орли, Почапинці, Моринці, Вільшана та Бужанка діяли «Звенигородські під'їзні колії». Колишня мережа вузькоколійної залізниці використовувала колію шириною 750 мм.
Якщо на момент будівництва у 1930-х роках використання вузькоколійної залізниці було виправдано через відсутність автомобільних шляхів та важковагового автотранспорту. То вже з 1960-х років місцеві цукрові заводи все більше почали використовувати саме автотранспорт для доставки цукру і сировини. 

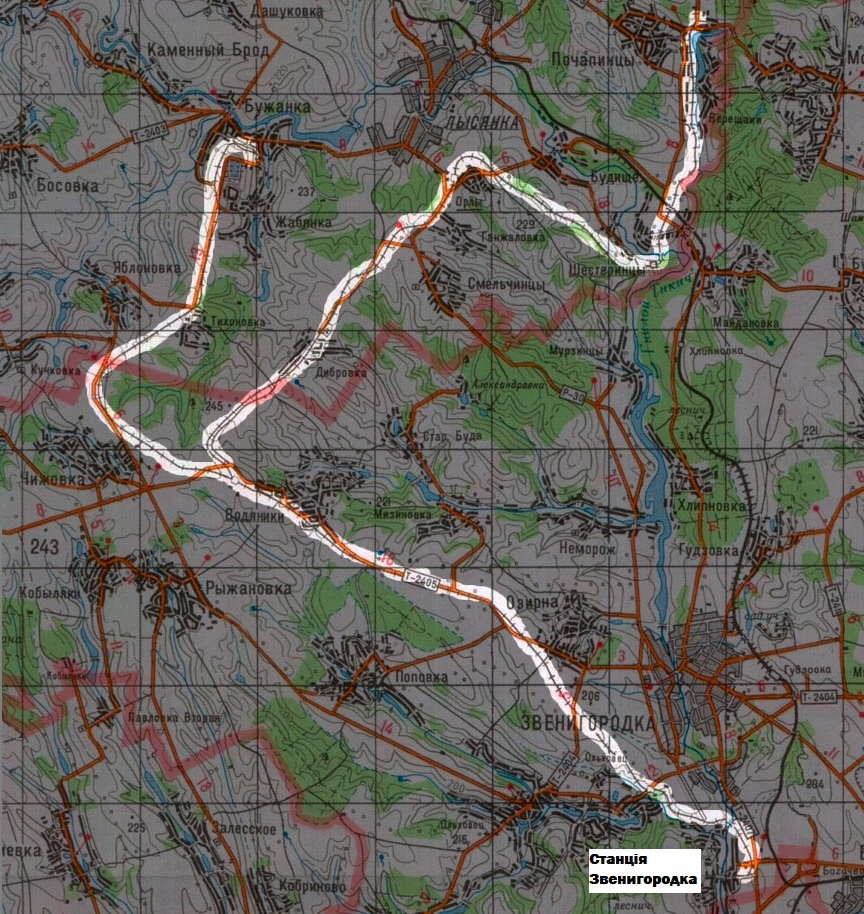
Звенигородські під'їзні колії

Адже вартість матеріалів, отриманих цукровими заводами по вузькоколійній залізниці була високою, бо включала в себе відпускну ціну продавця, залізничний тариф, вартість перевантаження матеріалів в вагони вузької колії та транспортування їх в цукроварні.
Для прикладу почапинська цукроварня після запуску залізничної станції «Лисянка» будує на ній пакгауз (склад для короткострокового зберігання вантажів). Тим самим відпала потреба використання ділянки вузькоколійної залізниці від заводу до станції «Звенигородка». Поступово рентабельність «Звенигородські залізничні під’їзні колії» була мінусовою і в 1990-х закрилися.
«Катеринопільський ремонтно-механічний завод», що спочатку спеціалізувався виключно на обслуговуванні та ремонті рухомого складу залізниці, поступово перепрофілювався і на інші види робіт. Зокрема це ремонт обладнання цукрових заводі, а згодом і ремонт та виробництво машин та устаткування для сільського та лісового господарства.

## Спорт
У спортивних змаганнях селище представляють аматорські футбольні клуби ФК «Наша ряба» та ФК «Єрки».
У Єрках працює аматорська радіостанція UR4CXI, яка багаторазово займала високі місця в українських та міжнародних змаганнях з радіозв'язку на коротких хвилях.

## Персоналії
У Єрках народилися:

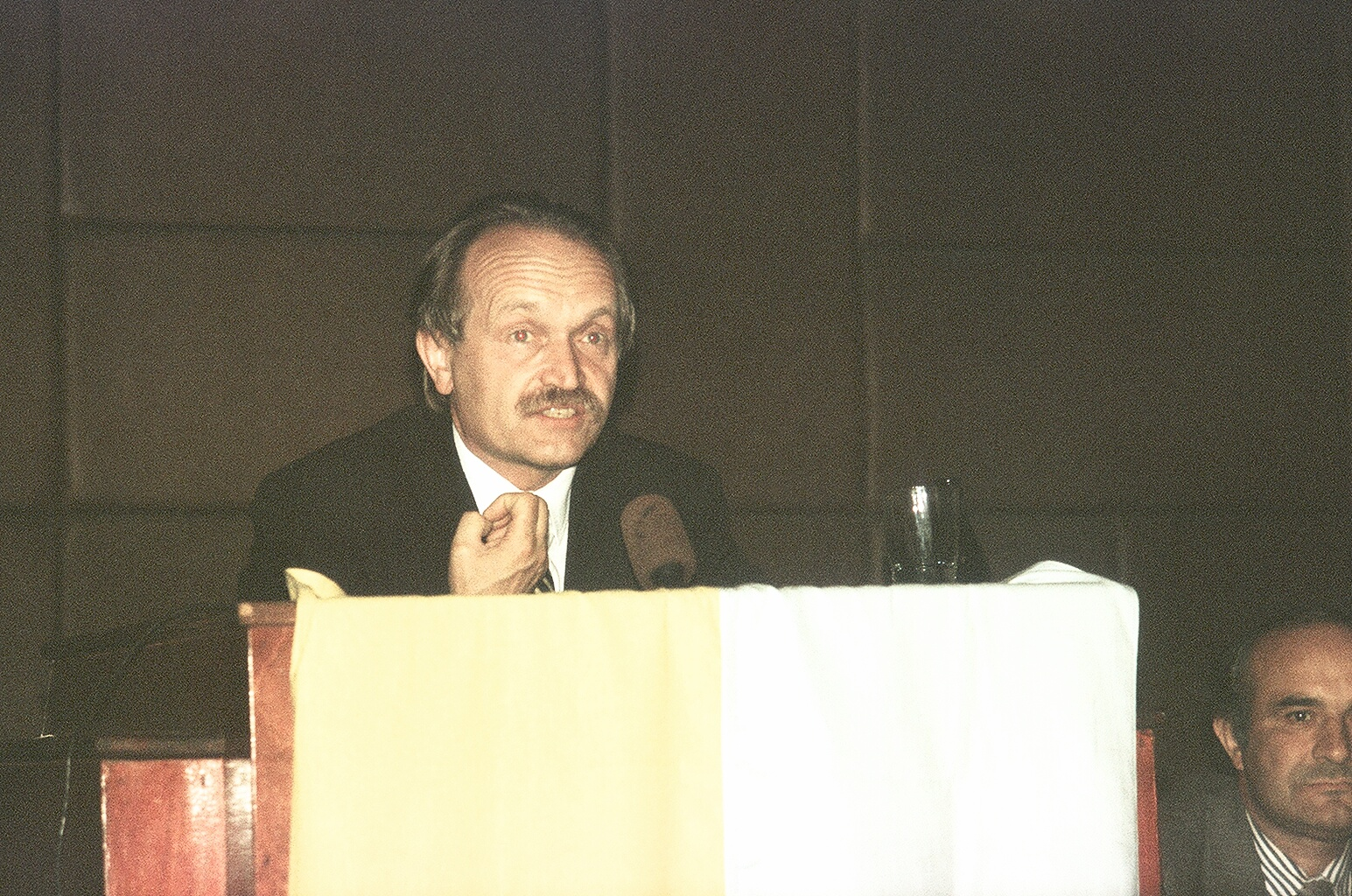
В'ячеслав Чорновіл на шахті ім. Поченкова

- Верета Віталій Іванович (1969—2023) — капітан Збройних сил України, учасник російсько-української війни.
- Гуртовенко Харитон Власович — начальник штабу дивізії Дієвої армії УНР.
- Коробко Аліна Миколаївна —  українська концертно-камерна співачка,народна артистка України, викладач, професор Донецької музичної академії.
- Радзієвський Микола Іванович — український композитор та диригент.
- Чорновіл В'ячеслав Максимович — український громадський і політичний діяч, дисидент і політичний в'язень в СРСР, провідник українського національно-демократичного визвольного руху 80-х — 90-х років.

## Загиблі герої у війні з Росією
- Бохонько Сергій Сергійович (1992—2014) — військовий.
- Бобуров Руслан Юрійович (1966—2015) — військовий.
- Чумак Віталій Миколайович (1990—2015) — військовий.
- Мруженко Михайло Миколайович (1978—2022) — військовий.

## Галерея

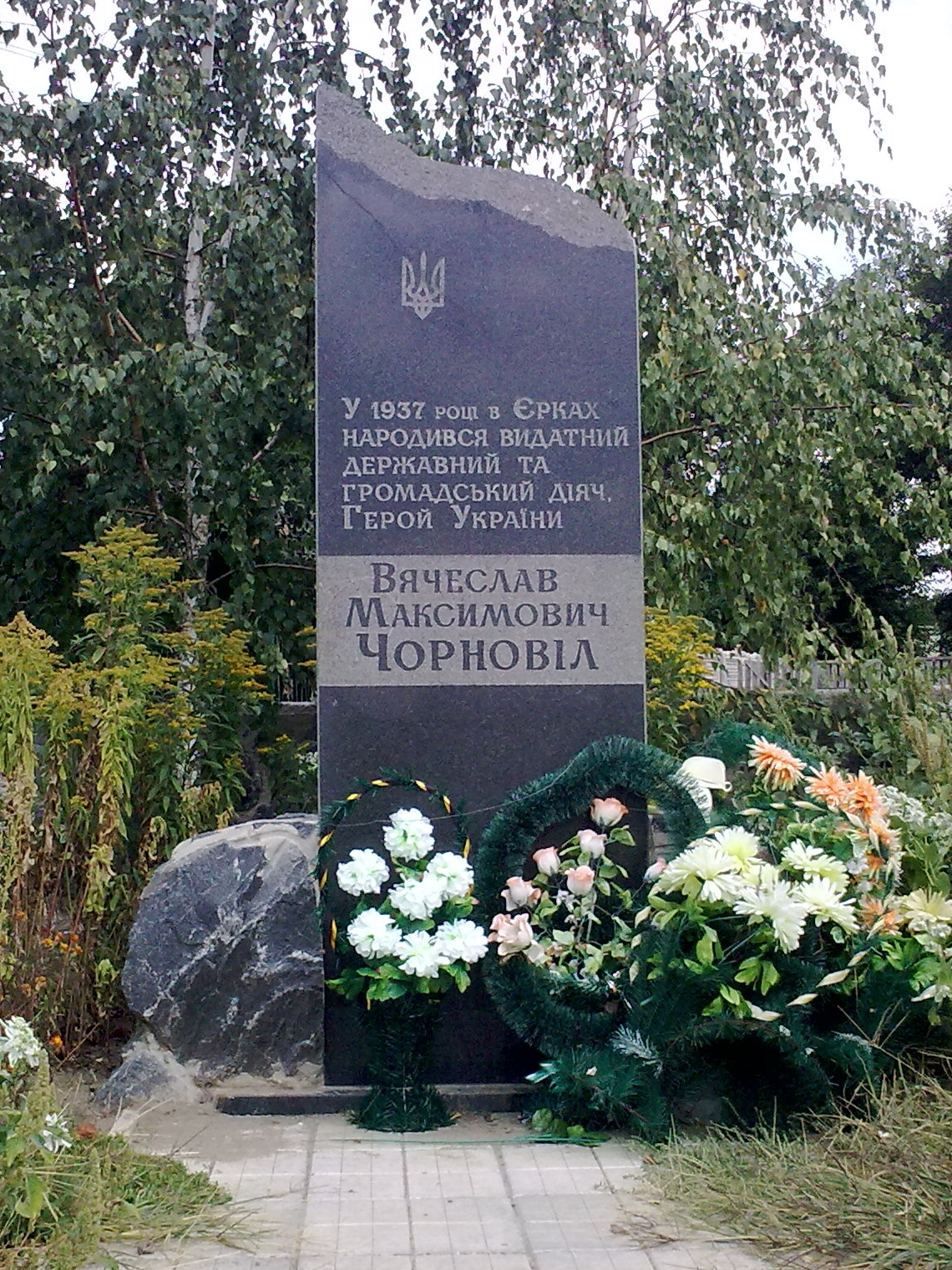
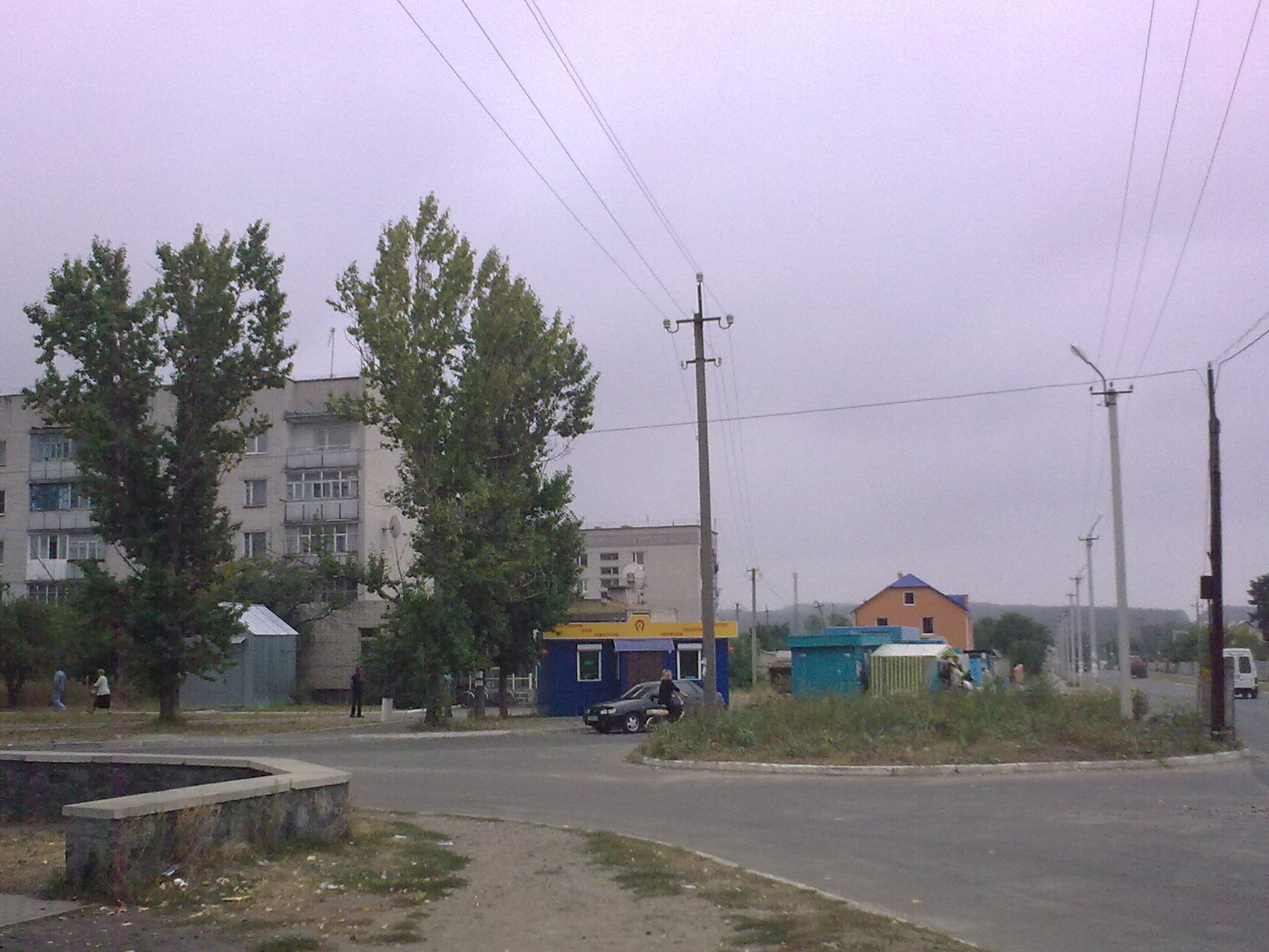
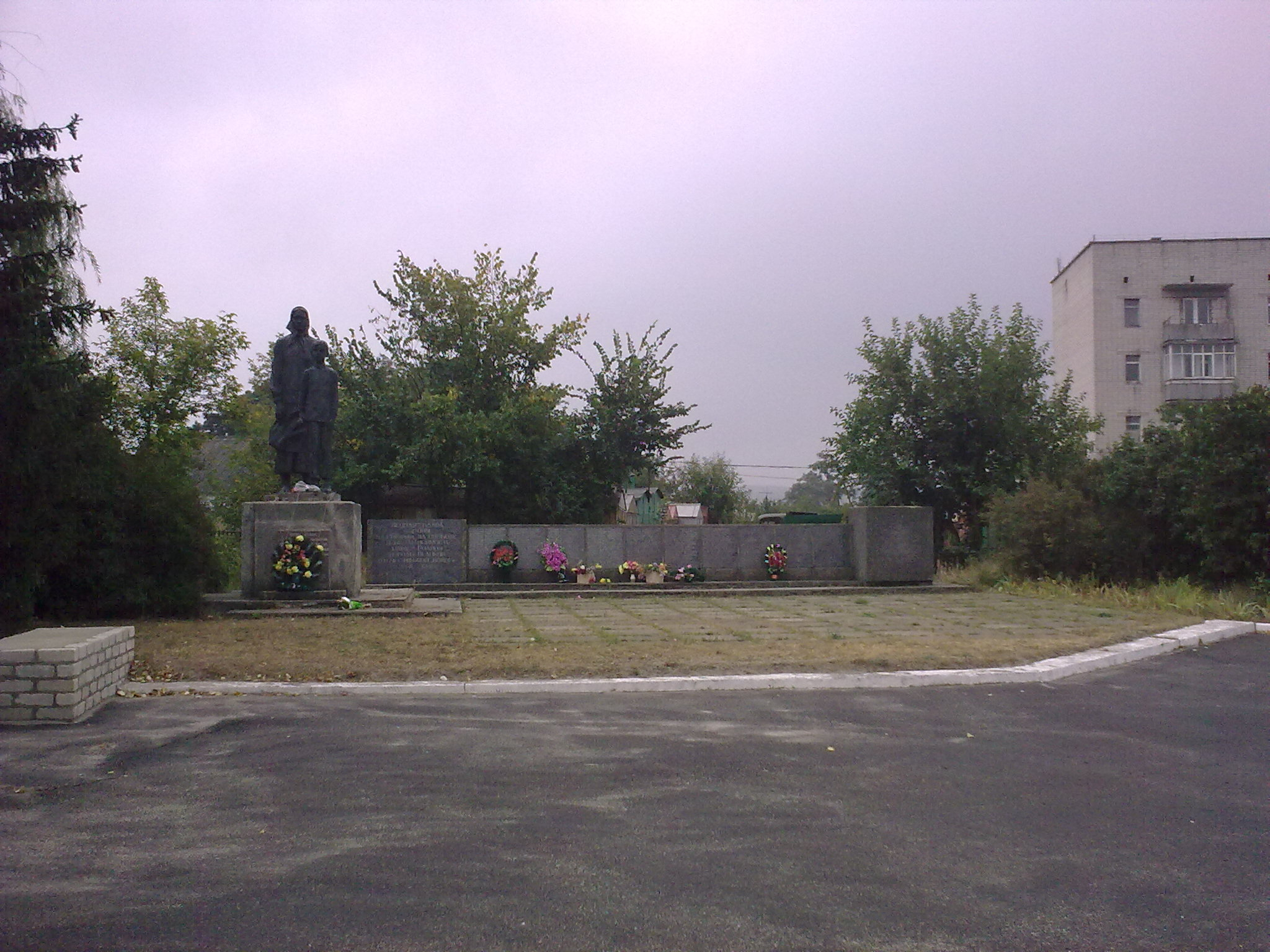